# Стефанюк, Зенон
Зенон Стефанюк (пол. Zenon Stefaniuk; 8 июля 1930, Войнув — 10 июля 1985, Катовице) — польский боксёр легчайшей весовой категории, выступал за сборную Польши в 1950-х годах. Двукратный чемпион Европы, четырёхкратный чемпион национального первенства, участник летних Олимпийских игр в Мельбурне и многих международных турниров. Также известен как тренер по боксу.

## Биография
Зенон Стефанюк родился 8 июля 1930 года в сельском поселении Войнув, Мазовецкое воеводство. Активно заниматься боксом начал в возрасте шестнадцати лет в спортивном клубе «Гдыня», затем проходил подготовку в таких клубах как «Гданьск» и «Бельско-Бяла». Первого серьёзного успеха на ринге добился в 1950 году, когда занял третье место на взрослом первенстве Польши. Год спустя был уже вторым, а ещё через год стал чемпионом легчайшей весовой категории. В 1953 году защитил чемпионское звание и выступил на домашнем чемпионате Европы в Варшаве, где одолел всех своих соперников и завоевал тем самым золотую медаль. Два последующих года по-прежнему оставался лучшим в стране полулегковесом, выиграл европейское первенство 1955 года, прошедшее в Западном Берлине.
Благодаря череде удачных выступлений Стефанюк удостоился права защищать честь страны на летних Олимпийских играх 1956 года в Мельбурне, однако в первом же своём матче на турнире потерпел поражение от чилийца Клаудио Баррьентоса, который в итоге получил бронзу. После неудачи на Олимпиаде поляк ещё в течение года продолжал выходить на ринг в составе национальной сборной, тем не менее, в последнее время он уже не показывал сколько-нибудь значимых результатов.
Всего за свою боксёрскую карьеру Зенон Стефанюк провёл 262 боя, из них 245 окончил победой, 14 раз проиграл, в трёх случаях была зафиксирована ничья. В том числе имеет в послужном списке семь выступлений в международных матчевых встречах с другими сборными: шесть раз был победителем и один раз проигравшим. За достижения на ринге ему присвоено почётное звание «Заслуженный мастер спорта», награждён Золотым крестом. После окончания спортивной карьеры работал тренером, воспитал многих талантливых польских боксёров. Был женат, вырастил двух дочерей. Умер 10 июля 1985 года в городе Катовице.